# 전국청정도시협의회
전국청정도시협의회(全國淸淨都市協議會)는 내 천(川)자가 들어간 11개 지방자치단체들이 모여 지방자치단체간 상호 발전방안을 모색하고 미래형 청정도시로 발전하기 위한 교류·협력사업을 추진할 목적으로 설립한 단체이다. 미래형 청정도시 발전을 위한 인적·물적·정보교류, 지역특화브랜드 공동개발 및 지역축제 교류, 현안 등에 관한 의견교환, 국가 정책사업 토의 등을 협력하게 된다. 회칙에서 추가회원 영입을 만장일치제로 하기로 하고, 사무소는 임기 1년의 회장이 속한 시·군에 둔다. 당초 16개 시·군이 참가할 예정이었으나 경기도 부천시와 강원도 춘천시가 불참의사를 표명하고, 경기도 동두천시, 포천시, 연천군은 가입을 유보하였다. 전라남도 순천시는 내 천(川)자가 아닌 하늘 천(天)자가 들어가므로 포함되지 않는다. 경상북도 김천시, 예천군은 내 천(川)자가 아닌 샘 천(泉)자가 들어가므로 포함되지 않는다. 또한, 광역자치단체인 인천광역시는 가입되어 있지 않으며, 인천광역시장이 전국시도지사협의회에 가입되어 있다.

## 연혁
- 2007년 9월 17일 전국청정도시협의회 창립총회[7][8]

## 회원 도시(11)

### 경기권(2)
- 과천시
- 이천시

### 강원권(2)
- 홍천군
- 화천군

### 충북권(3)
- 제천시
- 진천군
- 옥천군

### 충남권(1)
- 서천군

### 경북권(1)
- 영천시

### 경남권(2)
- 사천시
- 합천군

## 같이 보기
- 전국동주도시교류협의회
- 전국시도지사협의회
- 전국시도교육감협의회
- 전국시군자치구의회의장협의회
- 전국평생학습도시협의회